# Rubia oppositifolia
Rubia oppositifolia är en måreväxtart som beskrevs av William Griffiths. Rubia oppositifolia ingår i släktet krappar, och familjen måreväxter.
Artens utbredningsområde är Afghanistan. Inga underarter finns listade i Catalogue of Life.